# 1953年全米選手権 (テニス)
1953年 全米選手権（1953ねんぜんべいせんしゅけん）に関する記事。

## 大会の流れ
- 1881年から1967年まで、全米選手権は各部門が個別の名称を持ち、大会会場も別々のテニスクラブで開かれた。これが他の3つのテニス4大大会と大きく異なる点である。
  - 男子シングルス　名称：全米シングルス選手権（U.S. National Singles Championship）／会場：ニューヨーク市クイーンズ区フォレストヒルズ、ウエストサイド・テニスクラブ　（1924年-1977年）
  - 女子シングルス　名称：全米女子シングルス選手権（U.S. Women's National Singles Championship）／会場：フォレストヒルズ、ウエストサイド・テニスクラブ　（1921年-1977年）
  - 男子ダブルス　名称：全米ダブルス選手権（U.S. National Doubles Championship）／会場：マサチューセッツ州ボストン市、ロングウッド・クリケット・クラブ　（1946年-1967年まで）
  - 女子ダブルス　名称：全米女子ダブルス選手権（U.S. Women's National Doubles Championship）／会場：ボストン、ロングウッド・クリケット・クラブ　（1946年-1967年まで）
  - 混合ダブルス　名称：全米混合ダブルス選手権（U.S. Mixed Doubles Championship）／会場：フォレストヒルズ、ウエストサイド・テニスクラブ　（1942年-1977年）
- 1967年までは、男子ダブルス・女子ダブルスの2部門がボストンの「ロングウッド・クリケット・クラブ」で開かれ、他の3部門（男女シングルス・混合ダブルス）はフォレストヒルズで行われた。

## 他の特記事項
- この大会で、モーリーン・コノリー（アメリカ、1934年 - 1969年）が女子史上初の「年間グランドスラム」を達成した。1953年度のコノリーの4大大会シングルス成績は以下の通りである。
  - 全豪選手権決勝　ジュリア・サンプソン（アメリカ）　6-3, 6-2
  - 全仏選手権決勝　ドリス・ハート（アメリカ）　6-2, 6-4
  - ウィンブルドン選手権決勝　ドリス・ハート（アメリカ）　8-6, 7-5
  - 全米選手権決勝　ドリス・ハート（アメリカ）　6-2, 6-4

## シード選手

### 男子シングルス
（アメリカ人シード選手：8名）
1. ビック・セイシャス　（準優勝）
2. トニー・トラバート　（初優勝）
3. ガードナー・ムロイ　（ベスト8）
4. アーサー・ラーセン　（4回戦）
5. ハミルトン・リチャードソン　（4回戦）
6. ストレート・クラーク　（3回戦）
7. バッジ・パティー　（ベスト8）
8. トム・ブラウン　（4回戦）

（外国人シード選手：8名）
1. ケン・ローズウォール　（ベスト4）
2. ルー・ホード　（ベスト4）
3. メルビン・ローズ　（4回戦）
4. クルト・ニールセン　（ベスト8）
5. レックス・ハートウィグ　（2回戦）
6. エンリケ・モレア　（2回戦）
7. スベン・デビッドソン　（ベスト8）
8. イアン・エアー　（4回戦）

### 女子シングルス
（アメリカ人シード選手：8名）
1. モーリーン・コノリー　（優勝、大会3連覇）
2. ドリス・ハート　（準優勝）
3. シャーリー・フライ　（ベスト4）
4. ルイーズ・ブラフ　（ベスト4）
5. マーガレット・オズボーン・デュポン　（ベスト8）
6. アリシア・ギブソン　（ベスト8）
7. ヘレン・ペレス　（ベスト8）
8. ババ・ルイス　（3回戦）

（外国人シード選手：1名）
1. テルマ・コイン・ロング　（3回戦）

女子シード選手は「アメリカ人シード選手」と「外国人シード選手」の選出方法が男子と異なる。本年度の外国人シード選手はテルマ・コイン・ロング1名のみだった。

## 大会経過

### 男子シングルス
準々決勝
- トニー・トラバート vs.  バッジ・パティー　6-4, 6-4, 6-2
- ケン・ローズウォール vs.  スベン・デビッドソン　6-0, 8-10, 2-6, 6-0, 11-9
- ビック・セイシャス vs.  クルト・ニールセン　6-3, 7-9, 8-6, 6-4
- ルー・ホード vs.  ガードナー・ムロイ　6-4, 6-2, 11-9

準決勝
- トニー・トラバート vs.  ケン・ローズウォール　7-5, 6-3, 6-3
- ビック・セイシャス vs.  ルー・ホード　7-5, 6-4, 6-4

### 女子シングルス
準々決勝
- モーリーン・コノリー vs.  アリシア・ギブソン　6-2, 6-3
- シャーリー・フライ vs.  マーガレット・オズボーン・デュポン　8-6, 7-5
- ドリス・ハート vs.  ジーン・クォーティアー　6-1, 6-0
- ルイーズ・ブラフ vs.  ヘレン・ペレス　8-6, 6-3

準決勝
- モーリーン・コノリー vs.  シャーリー・フライ　6-1, 6-1
- ドリス・ハート vs.  ルイーズ・ブラフ　6-2, 6-4

## 決勝戦の結果
- 男子シングルス： トニー・トラバート vs.  ビック・セイシャス　6-3, 6-2, 6-3
- 女子シングルス： モーリーン・コノリー vs.  ドリス・ハート　6-2, 6-4
- 男子ダブルス： メルビン・ローズ＆ レックス・ハートウィグ vs.  ガードナー・ムロイ＆ ビル・タルバート　6-4, 4-6, 6-2, 6-4
- 女子ダブルス： ドリス・ハート＆ シャーリー・フライ vs.  ルイーズ・ブラフ＆ マーガレット・オズボーン・デュポン　6-2, 7-9, 9-7
- 混合ダブルス： ビック・セイシャス＆ ドリス・ハート vs.  レックス・ハートウィグ＆ ジュリア・サンプソン　6-2, 4-6, 6-4